# Mezholezy (Miskovice)
Mezholezy (německy Mesoles) jsou malá vesnice, část obce Miskovice v okrese Kutná Hora ve Středočeském kraji. Nachází se asi pět kilometrů západně od Kutné Hory při silnici I/2.

## Historie
První písemná zmínka o vsi pochází z roku 1384. V roce 1669 vesnici koupil Tomáš Ferdinand Popovský ze Scharfenbachu a připojil ji k úmonínskému panství.

## Přírodní poměry
Nedaleko této vesnice byla na jaře roku 2003 objevena v pískovcovém lomu s horninami perucko-korycanského souvrství první popsaná fosilní kost českého dinosaura, který byl v roce 2017 pojmenován jako Burianosaurus augustai. Jde o unikátní objev, neboť nikde jinde na českém území prokazatelné dinosauří fosilie (kromě několika zkamenělých stop a jednoho zubu) zatím objeveny nebyly.

## Pamětihodnosti
- Zájezdní hostinec čp. 6
- Jezuitský zemědělský dvůr čp. 20

## Fotogalerie

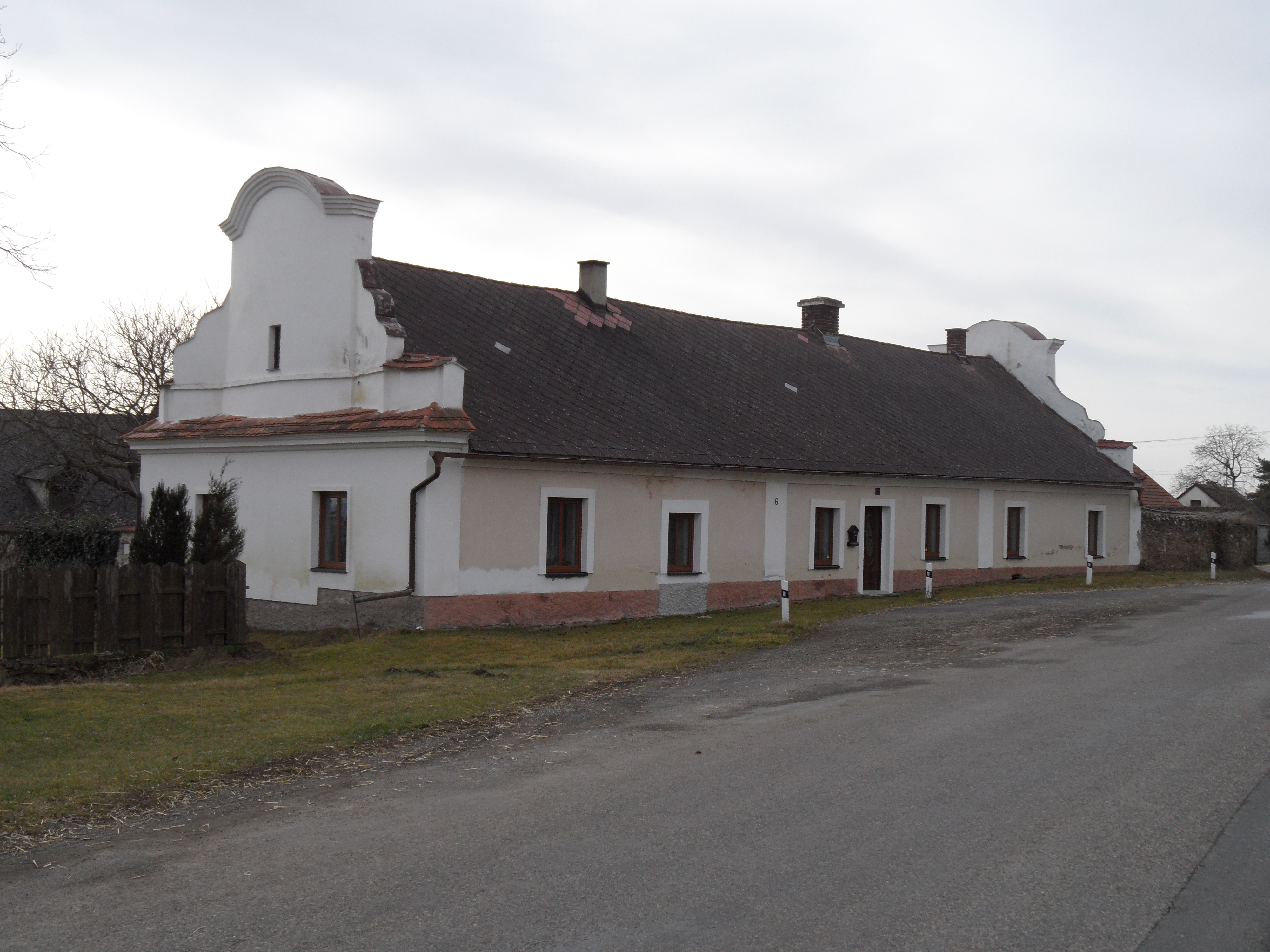
Dům se štíty čp. 6
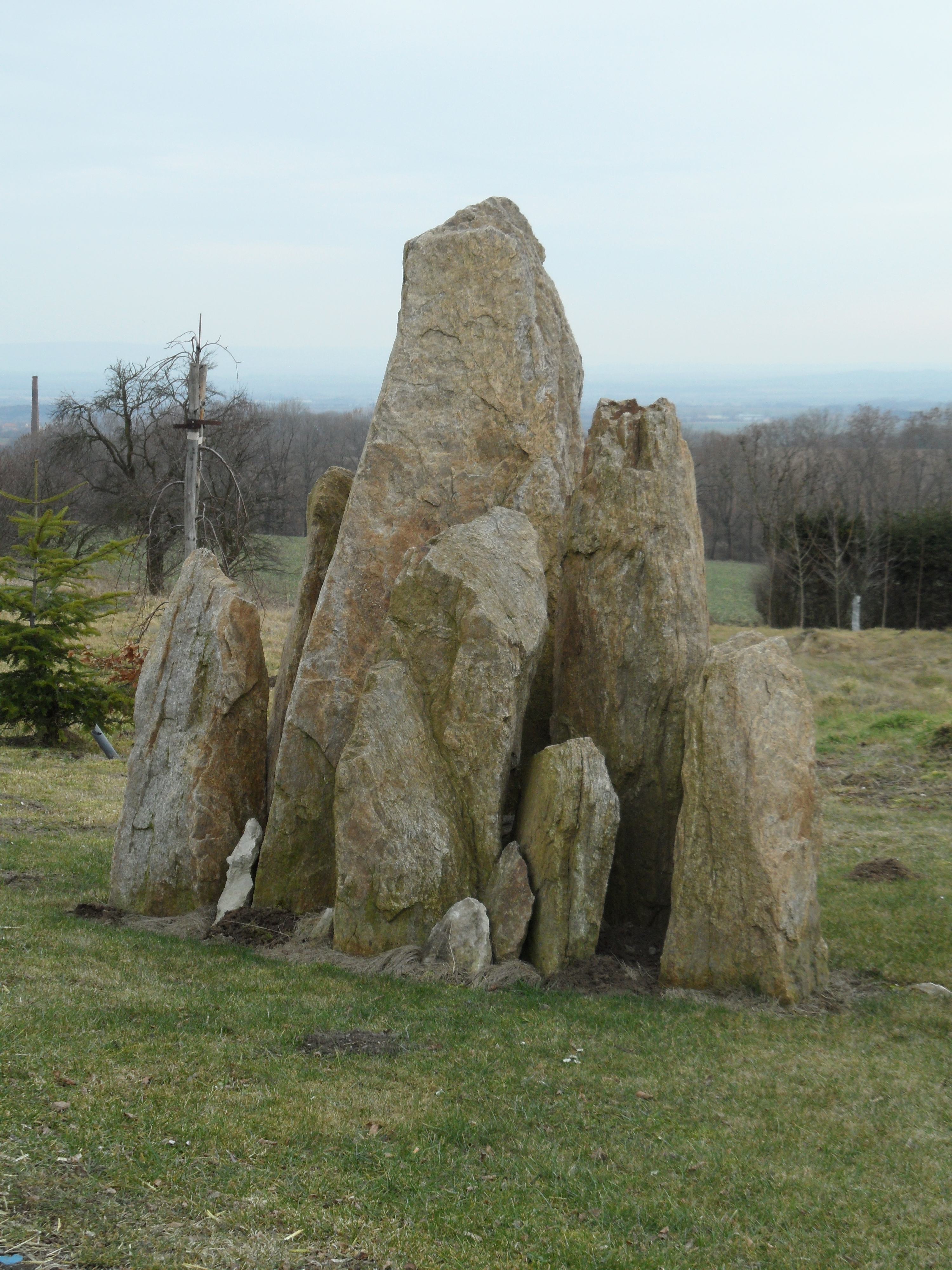
„Menhiry“ u čp. 6
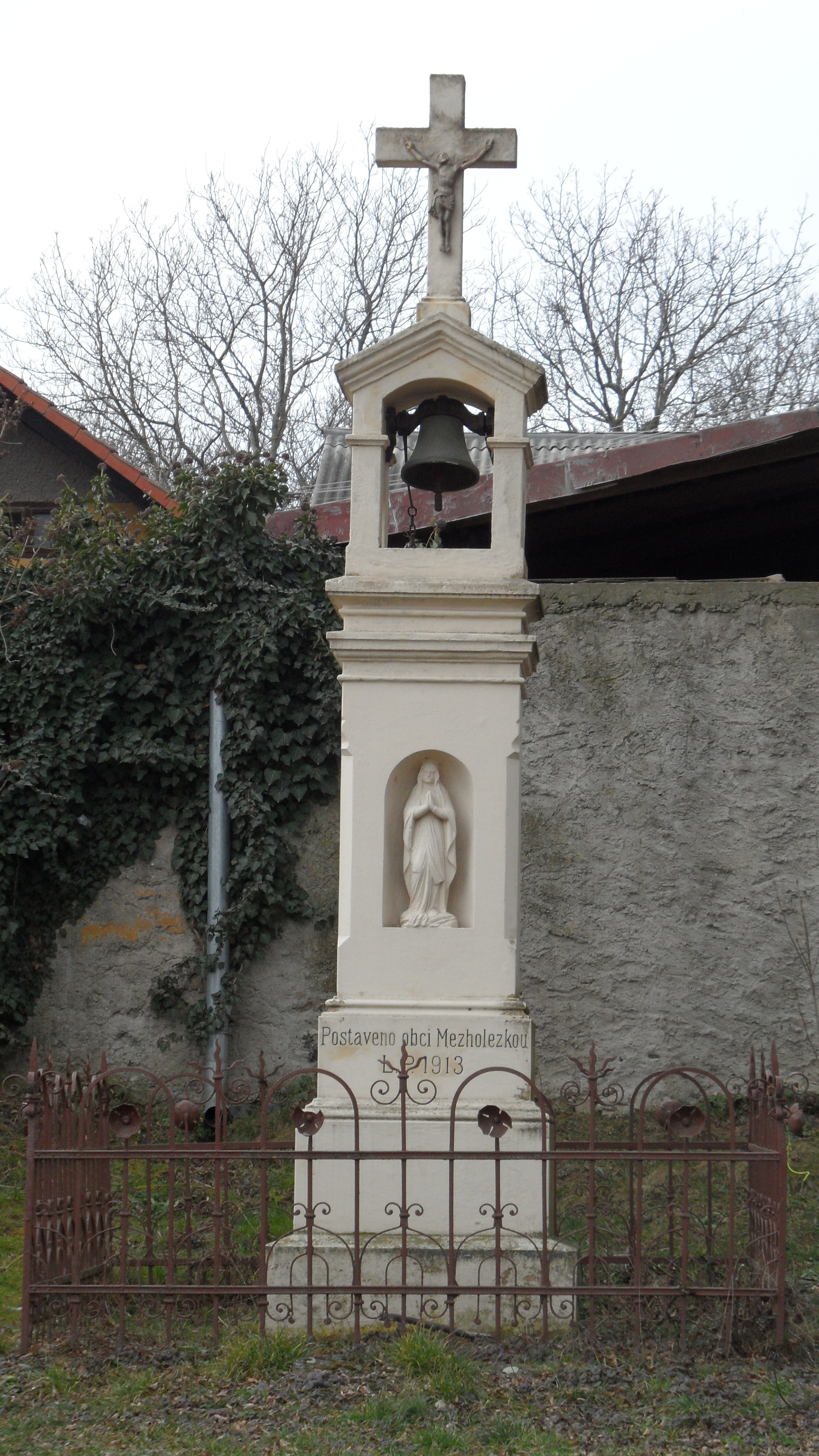
Zvonička
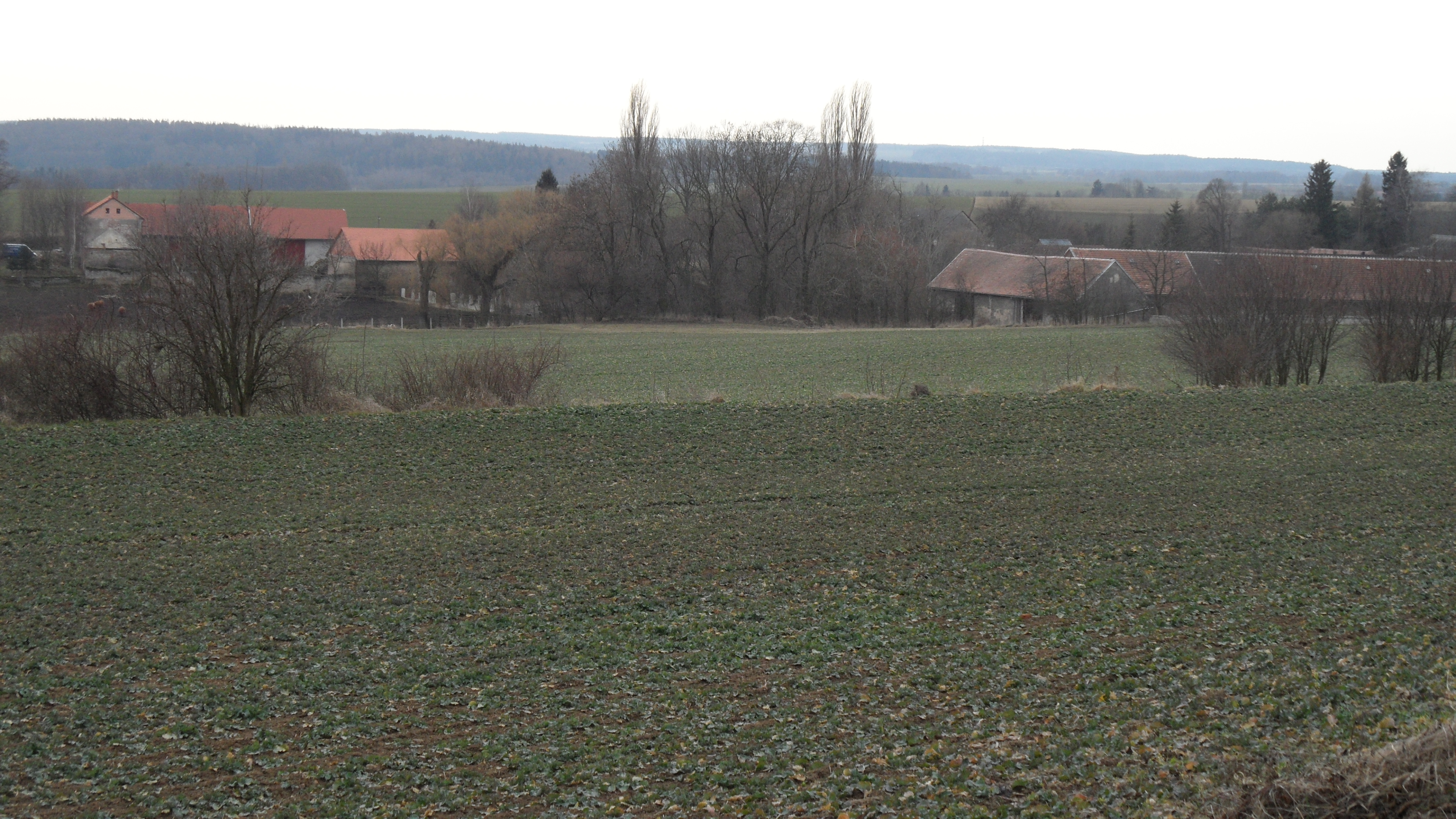
Hospodářská stavení (ze silnice Mezholezy – Miskovice)
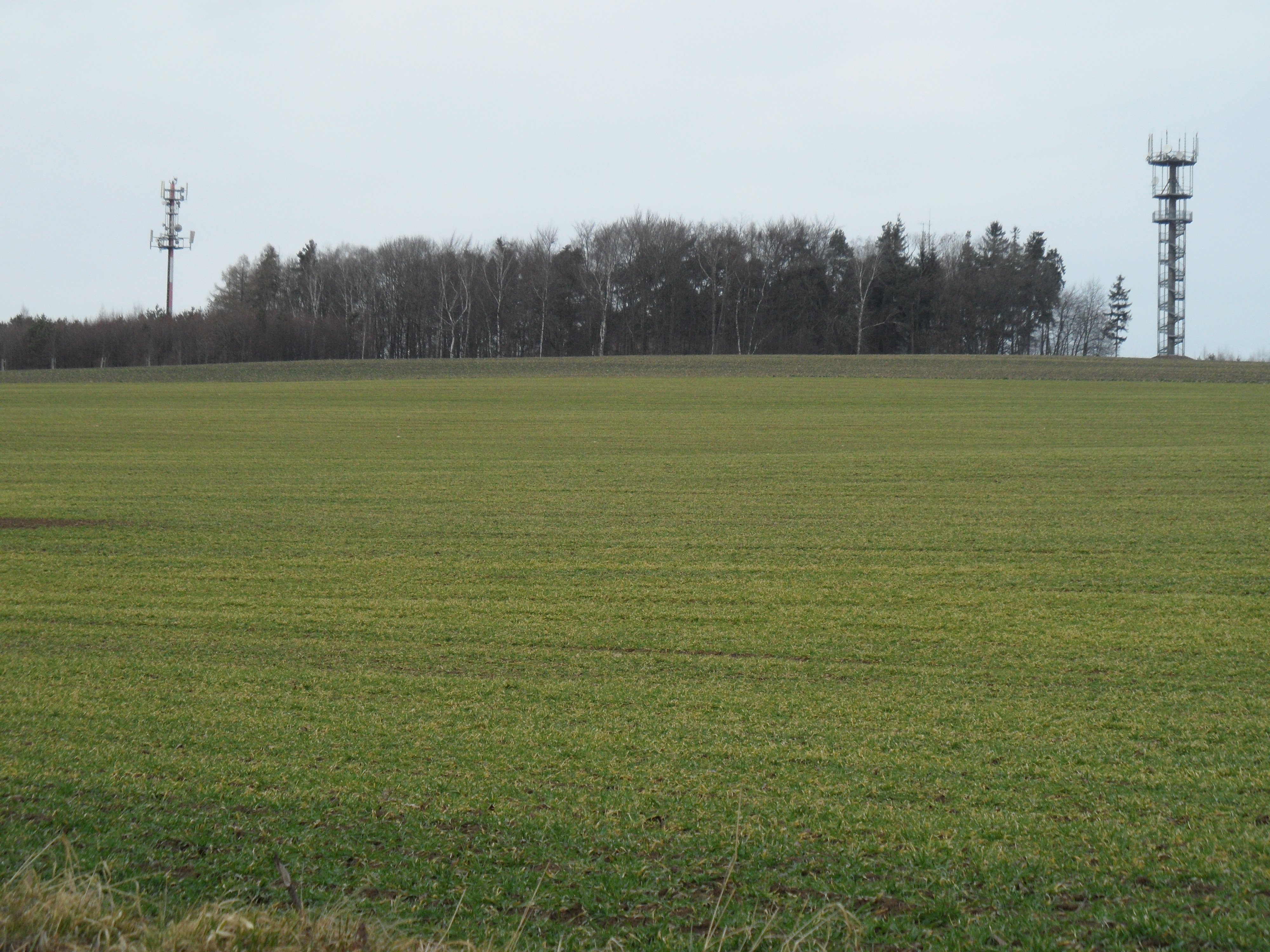
Vrch Vysoká (od obce Mezholezy)
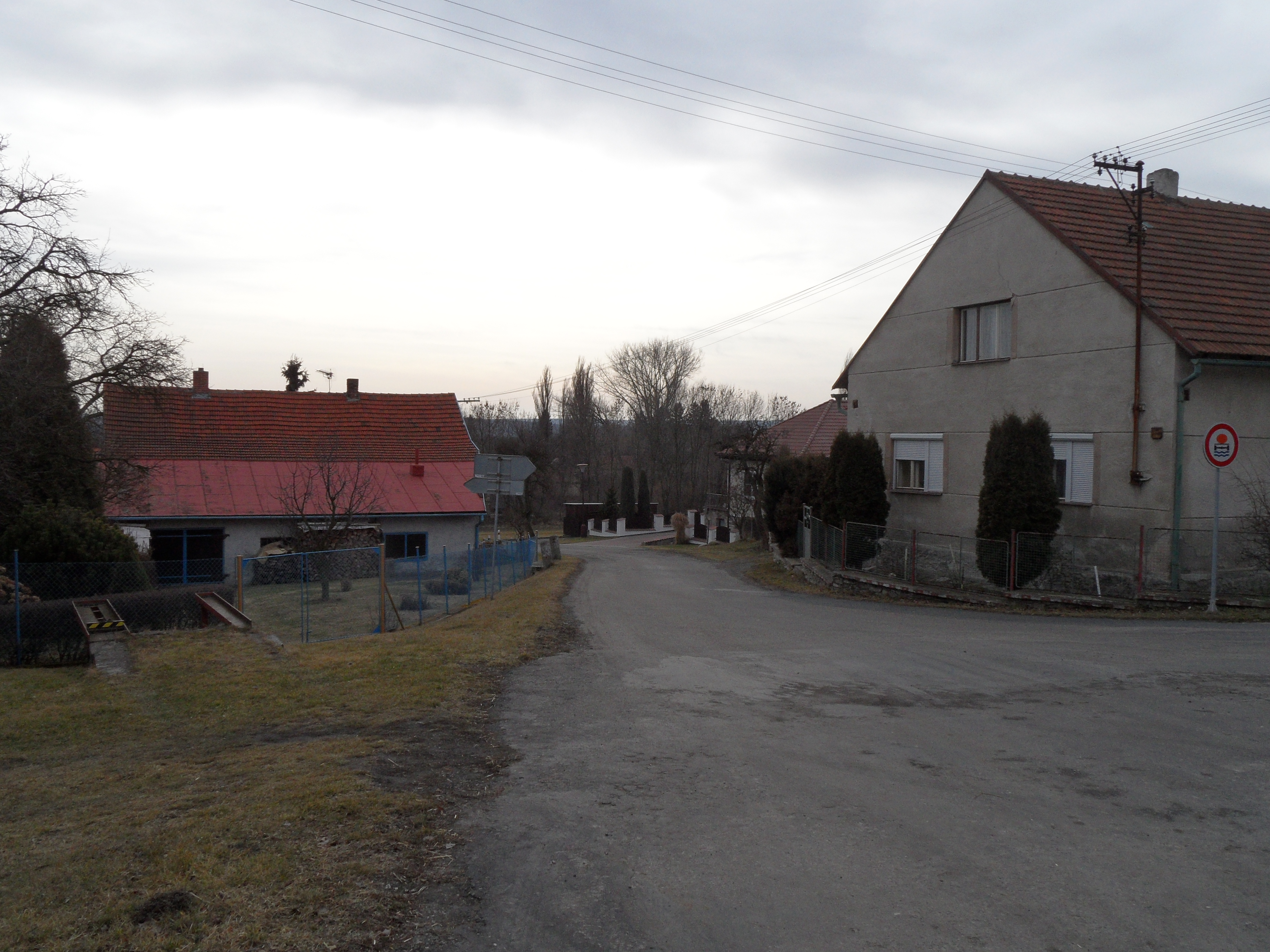
Domy u silnice na Novou Lhotu
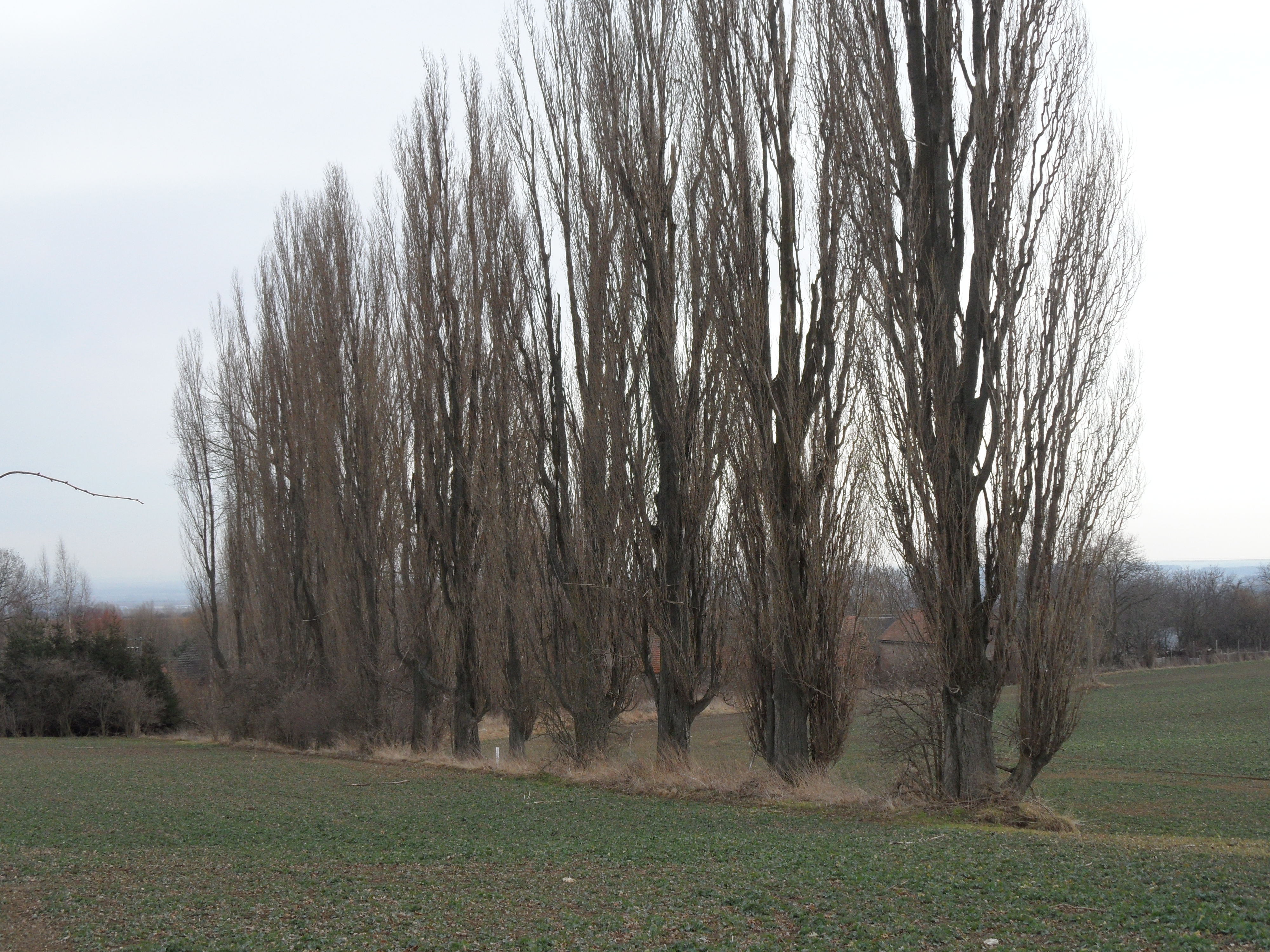
Alej topolů ve vsi
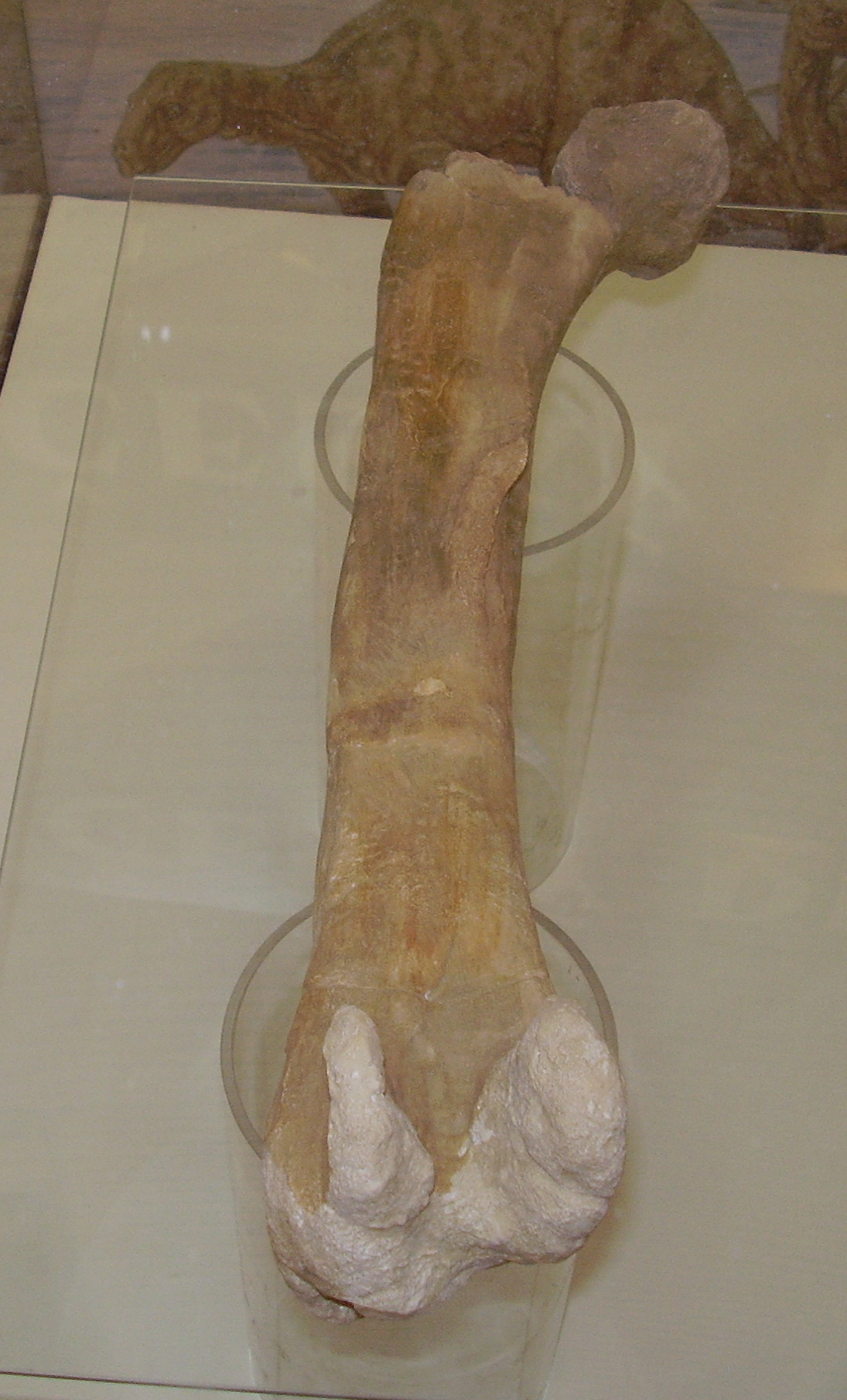
Kost dinosaura objevená u Mezholez